# Fossa das Aleutas

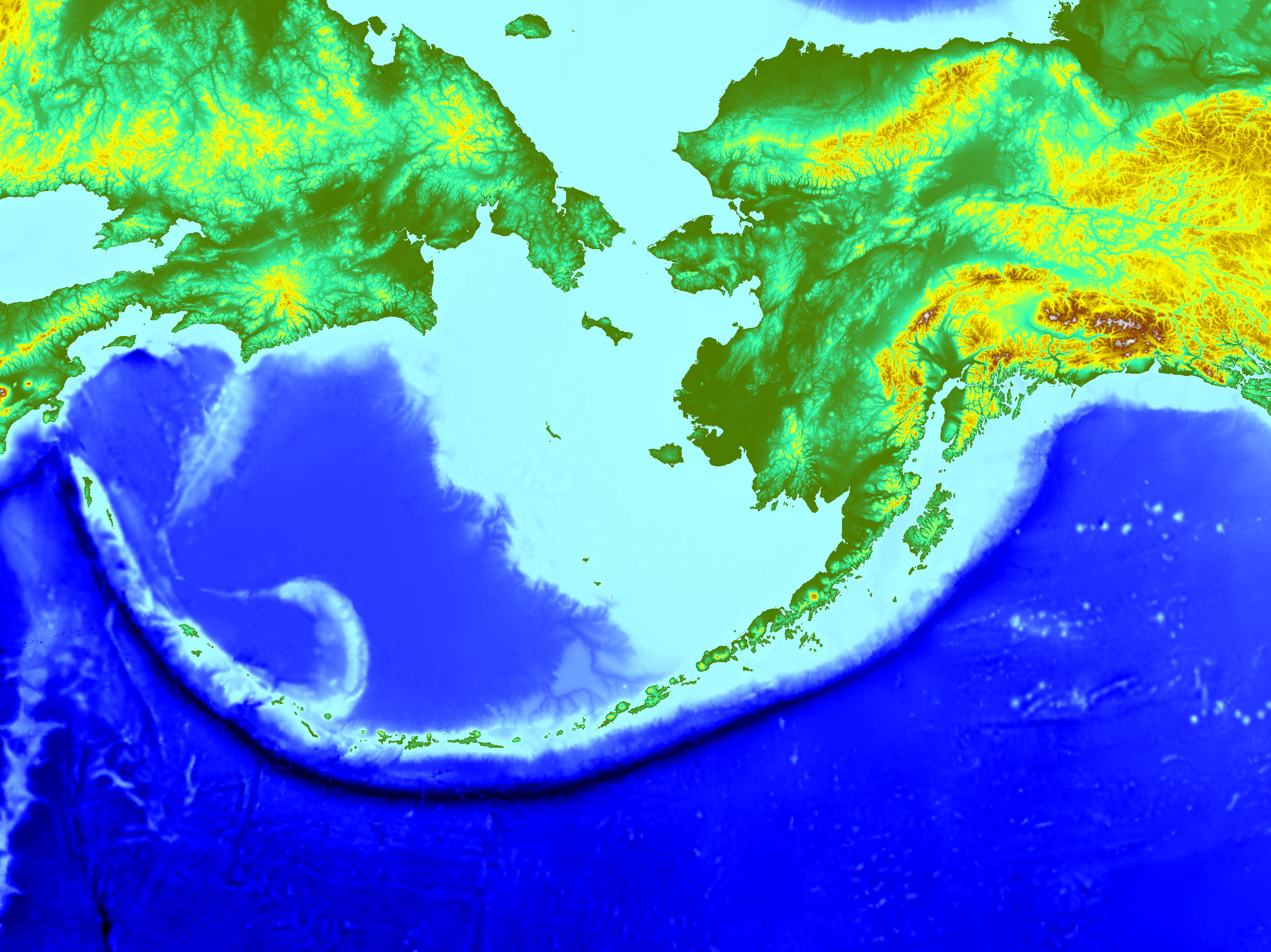
A fossa das Aleutas.

A fossa das Aleutas, cujo nome é associado às ilhas Aleutas, é uma fossa oceânica e zona de subducção que se estende de leste para oeste ao longo da costa sul do Alasca até às águas adjacentes ao nordeste da Sibéria, na costa da Península de Kamchatka.
Junto dela forma-se um arco insular. A fossa estende-se por 3400 km a partir de um ligação tripla com a falha Ulakhan e a fossa das Curilhas. Faz parte da fronteira entre duas placas tectónicas: a placa do Pacífico desliza sob a placa da América do Norte num ângulo de cerca de 45 graus. Na sua parte mais profunda atinge cerca de 7679 metros abaixo do nível do mar.